# Michela Catena
Michela Catena (* 17. Dezember 1999 in Ancona) ist eine italienische Fußballspielerin.

## Karriere

### Verein
Ihre Karriere begann Catena bei Jesina Calcio. Zur Saison 2017/18 wechselte sie zu UPC Tavagnacco. Seit der Spielzeit 2018/19 steht sie bei der AC Florenz unter Vertrag.

### Nationalmannschaft
Mit der italienischen U19 nahm sie im April 2018 an Qualifikationsspielen zur Europameisterschaft 2018 teil.
Ihre ersten Nominierungen für die A-Nationalmannschaft folgten im September und Oktober 2022, sie verblieb jedoch ohne Einsatz. Auch beim Arnold Clark Cup 2023 war Catena dabei und stand beim ersten Spiel, einer 1:2-Niederlage gegen Belgien, in der Startelf. Zur 59. Minute wurde sie für Valentina Giacinti ausgewechselt.